# Partido de Melena

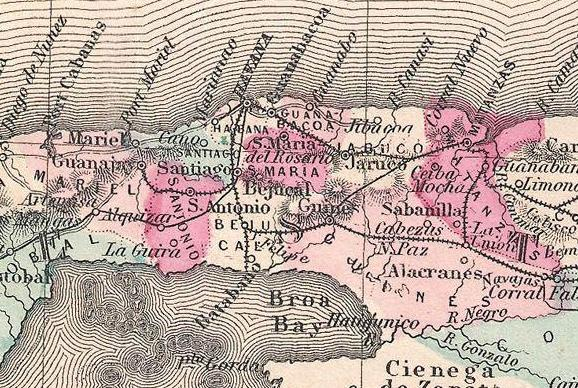
Mapa de las Jurisdicciones en el territorio de La Habana en 1862. Se muestra la Jurisdicción de Güines.

El partido de Melena del Sur  fue una división administrativa histórica  de la Jurisdicción de Güines en el Departamento Occidental de la isla de Cuba. Se trataba de un partido de tercera situado en el interior de la isla en la costa de mar Caribe, golfo de Batabanó, al sureste de la  ciudad de La Habana.

## Geografía
Contaba con una extensión superficial de 1231 caballerías cuadradas. Lindaba al norte con los partidos de La Catalina y de Guara; por el oeste con el mismo partido de Guara; por el sur con la costa; y por el este con el partido de San Nicolás y el distrito de la villa de Güines. Melena del Sur hoy es uno de los once municipios que forman la nueva provincia Mayabeque.

## Administración y gobierno
A la cabeza de la administración y gobierno de esta jurisdicción, se hallaba un teniente coronel, que es a su vez comandante militar y gobernador civil, que residía en la ciudad de San Francisco Javier y San Julián de los Güines, con los demás funcionarios y subalternos necesarios. La alcaldía o capitanía de partido también se encontraba en el poblado de Melena.

## Poblamiento
Comprende el poblado y parroquia de Melena del Sur, así como el caserío de Rosario. Las noticias estadísticas publicadas en 1864 y referentes a 1862, designaban a este partido con una población total de 4252 habitantes, de entre los cuales 2122 eran blancos, 372 libres de color y 1900 esclavos. Vivían en 32 casas de mampostería, 107 de tabla y teja, 71 de embarrado, y 171 de yagua.